# Straumsfjord (Troms)
Der Straumsfjord (norwegisch Straumsfjorden) ist ein Sund südlich von Tromsø im Fylke (Provinz) Troms in Nord-Norge, Norwegen. Er befindet sich mehrheitlich auf dem Gebiet der Gemeinde Tromsø und zu einem geringen Teil auf dem der südlich benachbarten Gemeinde Balsfjord und trennt die große Insel Kvaløy im Norden vom norwegischen Festland im Süden.
Der Sund ist 18 km lang und verbindet den 60 km langen Malangsfjord im Westen mit dem 49 km langen Balsfjord im Osten. Er ist meist etwa 3 km breit, wird aber kurz vor seinem östlichen Ende durch die kleine Insel Ryøy (etwa 2,1 km × 0,9 km) in zwei Arme geteilt und dadurch im Norden auf nur noch 500 m und im Süden auf knapp 200 m Breite verengt.
Der Straumsfjord beginnt im Westen am Malangsfjord zwischen Kvalnes auf Kvaløy im Nordwesten und Gamnes auf dem Festland im Südosten. Entlang dem Nordufer erstreckt sich östlich von Kvalnes das Dorf Mjelde. Weiter östlich, an der nach Norden ausbuchtenden Vollbukta, liegt das Dorf Straumsbukta. Beide Orte werden von der Straße Fv54 bedient, die am Ostende des Sunds in die Fv858 mündet.
Auf der Südseite des Sunds liegen die Dörfer Vollstad (gegenüber der Vollbukta) und Vikran (kurz vor dem östlichen Ende des Sunds), beide an der dem Südufer des Sunds folgenden Fv286. Die ehemalige Fährverbindung über den Sund östlich von Vikran nach Larseng auf der Nordseite wurde im September 2011 durch den 2675 m langen, zweispurigen Ryatunnel ersetzt, der die Fv858 unter dem Sund hindurchführt und etwa 10 km weiter nordöstlich die Stadt Tromsø erreicht.
Etwa 4 km westlich des Tunnels und des Sundendes am Balsfjord liegt inmitten des Sunds die Insel Ryøy. An ihrer Südseite verläuft der nur knapp 200 m breite und an seiner flachsten Stelle weniger als 5 m tiefe Litjestraumen. Entlang der Nordseite der Insel verläuft der 500 m breite Storstraumen, auch Rystraumen genannt, durch den die auch von der Hurtigruten befahrene Schifffahrtsstraße für den Küstenverkehr zwischen Harstad und Tromsø führt; die Gezeitenströmung erreicht hier eine Geschwindigkeit von bis zu 6 Knoten.
Die höchsten Berge beiderseits des Straumsfjords sind auf der Nordseite der Ratinden (871 m), nordöstlich von Mjelde, und auf der Südseite der Søndre Bentsjordtinden (1168 m), südlich von Vollstad.